# Sławomir Cytrycki
Sławomir Cytrycki (ur. 17 grudnia 1951 w Łodzi) – polski urzędnik państwowy. W latach 2001–2002 wiceminister i w 2003 minister skarbu państwa w rządzie Leszka Millera, w latach 2004–2005 minister-członek Rady Ministrów w rządach Marka Belki, w latach 2010–2016 szef Gabinetu Prezesa NBP.

## Życiorys
Po pierwszym roku studiów na Wydziale Ekonomiczno-Socjologicznym Uniwersytetu Łódzkiego wyjechał do ZSRR. W 1974 został magistrem ekonomii w Leningradzkim Instytucie Finansowo-Ekonomicznym. W latach 1973–1989 należał do PZPR.
Od 1974 do 1977 był pracownikiem etatowym władz Socjalistycznego Związku Studentów Polskich, doszedł do stanowiska kierownika Wydziału Zagranicznego Zarządu Głównego. Od 1977 zatrudniony w administracji państwowej na kierowniczych stanowiskach w Ministerstwie Nauki, Szkolnictwa Wyższego i Techniki, Urzędzie Rady Ministrów oraz Kancelarii Prezydenta RP. Był także asystentem Eugeniusza Wyznera, zastępcy sekretarza generalnego ONZ w Nowym Jorku.
W latach 1991–2000 pracował w Banku Handlowym w Warszawie. Pełnił funkcje dyrektora gabinetu prezesa Cezarego Stypułkowskiego, sekretarza rady banku i członka jego zarządu. W latach 90. członkiem różnych rad nadzorczych, m.in. Rolimpeksu, Polskich Sieci Elektroenergetycznych, Wólczanki czy Vistuli.
Od października 2001 do lipca 2002 zajmował stanowisko podsekretarza stanu w Kancelarii Prezesa Rady Ministrów. W swoim złożonym w związku z objęciem urzędu oświadczeniu lustracyjnym podał, że w okresie PRL był tajnym i świadomym współpracownikiem organów bezpieczeństwa państwa. 7 stycznia 2003 został powołany na urząd ministra skarbu państwa w rządzie Leszka Millera, 2 kwietnia tego samego roku zastąpił go Piotr Czyżewski.
W latach 2003–2004 pełnił funkcję szefa Specjalnej Misji Dyplomatycznej w Waszyngtonie w randze ambasadora pełnomocnego. 2 maja 2004 został powołany na stanowiska ministra-członka Rady Ministrów w gabinecie Marka Belki. Został też szefem KPRM. Pełnił obie funkcje do 31 października 2005. W sierpniu 2010 objął stanowisko dyrektora Gabinetu Prezesa NBP. Zajmował je funkcję do czerwca 2016, kiedy to przeszedł na emeryturę.
Członek Stowarzyszenia Ordynacka. Był członkiem SLD.

## Odznaczenia
W 1999 otrzymał Krzyż Kawalerski Orderu Odrodzenia Polski, a w 2016 odznakę honorową "Za zasługi dla bankowości Rzeczypospolitej Polskiej".